# Tulotis
Tulotis é um género botânico pertencente à família das orquídeas (Orchidaceae).